# Ким Пхан Гын
Ким Пхан Гын (кор. 김판근; 5 марта 1966, Республика Корея) — южнокорейский футболист, играл на позиции правого защитника.
Выступал за клубы «Пусан Ай Парк» и «Маркони Стэллионс», а также национальную сборную Южной Кореи.

## Клубная карьера
Родился 5 марта 1966 года. Карьеру футболиста начал выступлениями за юношескую команду университета Кореи.
Во взрослом футболе дебютировал в 1987 году выступлениями за команду клуба «Пусан Ай Парк», в котором провёл шесть сезонов, приняв участие в 160 матчах чемпионата. Большинство времени, проведённого в составе «Пусан Ай Парк», был основным игроком защиты команды.
В течение 1994—1997 годов защищал цвета команды клуба «Сеул».
Завершил игровую карьеру в Австралии, где присоединился в 1997 году в состав «Маркони Стэллионс», цвета которого защищал до 2001 года, проведя за это время 69 матчей в национальном чемпионате.

## Выступления за сборную
В 1983 году привлекался в состав молодёжной сборной Южной Кореи.
В 1987 году дебютировал в официальных матчах в составе национальной сборной Южной Кореи. В общем провёл в форме главной команды страны 49 матчей, забив 3 гола.
В составе сборной был участником чемпионата мира 1994 года в США, а также кубка Азии по футболу 1996 года в ОАЭ.